# VASS
VASS ist ein Unternehmen für digitale Lösungen, das 1999 in Madrid, Spanien, gegründet wurde. Es ist in 26 Ländern in Europa, Amerika und Asien vertreten. Seit 2020 befindet es sich mehrheitlich im Besitz des US-Unternehmens One Equity Partners (ONE).

## Geschichte
VASS wurde 1999 von Franciso Javier Latasa gegründet, einem 27-jährigen spanischen Wirtschaftswissenschaftler, der mit Computern und Technologie aufgewachsen ist. Nachdem er für IBM und Andersen Consulting gearbeitet hatte, gründete er VASS im Haus seiner Eltern in Alcobendas mit einem Anfangskapital von 500.000 Peseten (3.000 Euro).
VASS steht für „Value Added Solutions and Services“. Das Firmenlogo ist der erste Teil der Unterschrift des Bildhauers Juan Luis Vassallo, dem Großvater des Gründers.
Das Unternehmen begann mit der Installation von SAP-Systemen, die es Unternehmen ermöglichten, ihr Personalwesen, ihre Finanzbuchhaltung, ihre Produktion und ihre Logistik zu verwalten. Latasa erledigte einen Großteil der Arbeit im Alleingang, in einem hektischen Betrieb, der Finanzen, Betrieb und Buchhaltung umfasste. Die ersten Mitarbeiter wurden in der Bar des Eurobuilding-Hotels in Madrid eingestellt. Die erste Rechnung, die VASS ausstellte, ging an Daimler Chrysler, ihren ersten Kunden.

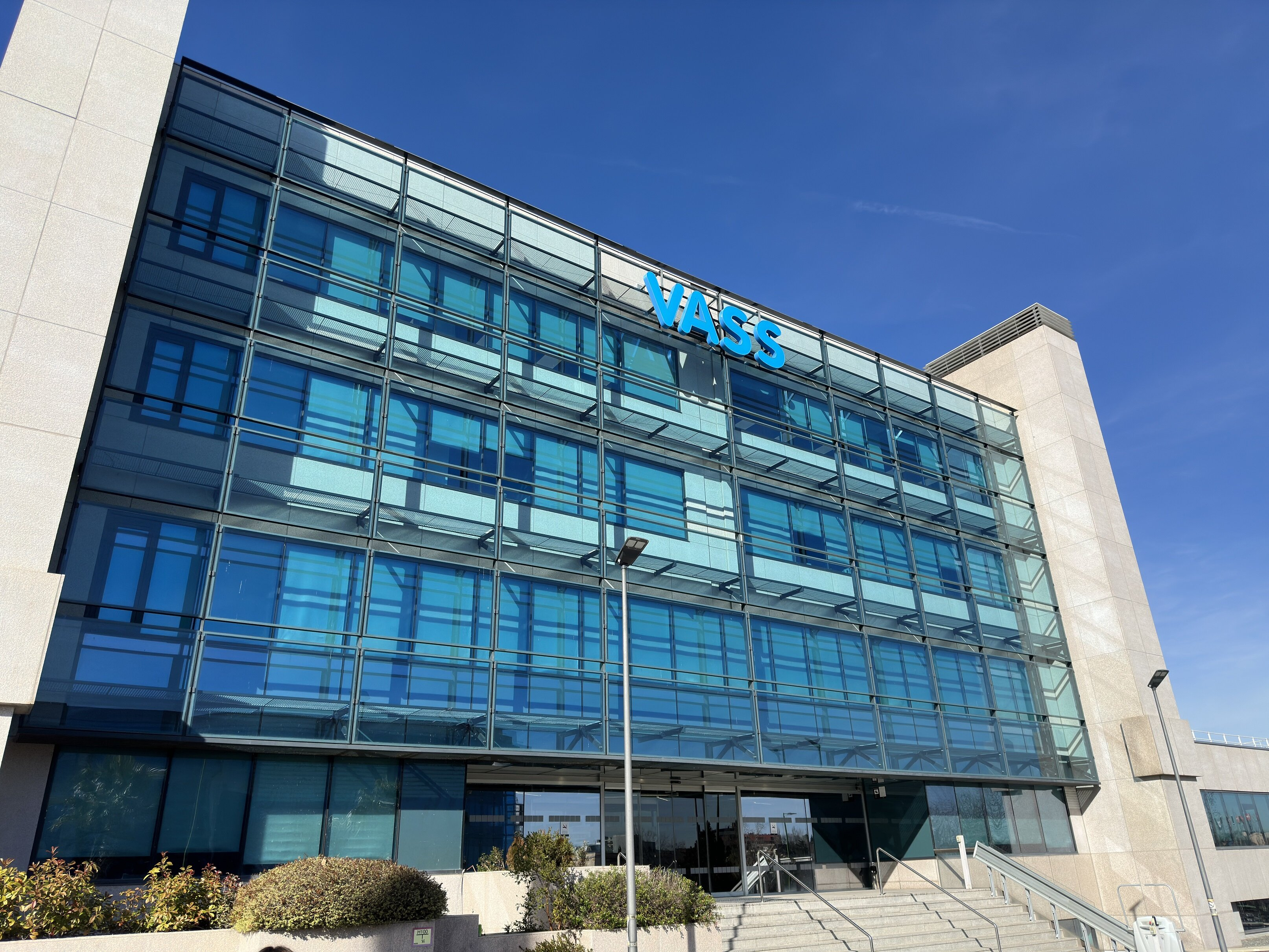
Firmensitz im Parque Empresarial La Moraleja (Alcobendas, Madrid)

## Expansion
Das Unternehmen begann mit der Installation von SAP-Systemen, die es Unternehmen ermöglichten, ihre personellen, buchhalterischen, produktiven und logistischen Ressourcen zu verwalten. 2006 eröffnete es ein Büro in Barcelona und 2007 ein weiteres in London. Ab 2010 expandierte es international in die Vereinigten Staaten, nach Mexiko, Kolumbien, Chile, Peru und Amsterdam. Ende 2020 wurde das Unternehmen von der Risikokapitalgesellschaft One Equity Partners (OEP) übernommen, die ihre Expansion durch die Übernahme von Unternehmen im Technologiesektor und die Gründung neuer Unternehmen fortsetzte.
Zur VASS-Gruppe gehören Serbatic (IKT-Dienstleistungsunternehmen), Nateevo (digitales Marketing), CRI Group (Cybersicherheit, mit Sitz in Luxemburg), Ecenta AG (deutsches SAP-Technologie- und Kundenstrategieunternehmen), Comunitek (Systeme und Produkte für Großbanken und Kapitalmärkte), T4S Advanced Solutions (SAP-Beratung), One Inside (Schweizer Technologieunternehmen Adobe), Movetia (digitale Dienstleistungen für den Automobil- und Finanzsektor), Hexagon Data (mexikanisches Unternehmen für digitale Marketing-Automatisierung), Zington (schwedisches Beratungsunternehmen für digitale Technologie), Intelygenz (spanisches Unternehmen für künstliche Intelligenz), Copilot (US-amerikanisches Software-Beratungsunternehmen), PSKinetic (britisches Unternehmen für die Integration von KI im Finanzsektor), und Pia Relations (schwedisches Beratungsunternehmen für CRM und Cloud-Services).
Im Jahr 2022 belief sich das Gesamtbudget des Unternehmens auf 272,6 Millionen Euro, und es beschäftigte 4.600 Mitarbeiter.